# Artillerieprüfungskommission

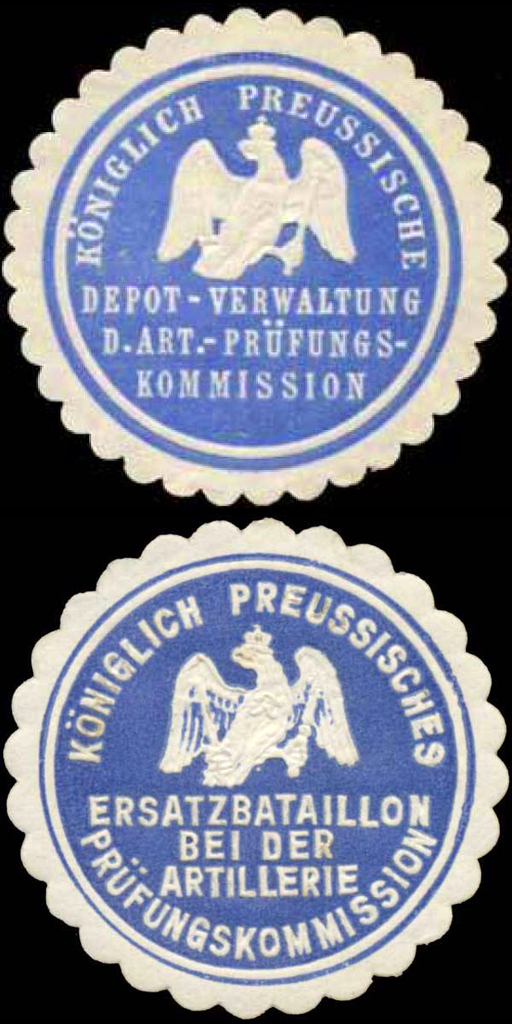
Siegelmarken der APK: Depot-Verwaltung und Ersatz-Bataillon

Die Artillerieprüfungskommission, auch Königlich-Preußische Artillerie-Prüfungskommission, war eine 1809 eingerichtete Militärbehörde der Preußischen Armee in Berlin. Die gleiche Behörde hieß in Österreich Artilleriekomitee.

## Geschichte
Nachdem im Jahre 1808 die Artillerie der Preußischen Armee unter ihrem neuen Chef, dem Prinzen August von Preußen (1779–1843), neu organisiert worden war, erfolgte am 17. März 1809 (Stiftungstag) durch Friedrich Wilhelm III. mit Kabinettsorder die Bildung einer besonderen Kommission für Artillerieangelegenheiten. Deren erster Leiter wurde Prinz August von Preußen. Im gleichen Jahre übernahm Johann Christian von Pontanus die Leitung. Gerhard von Scharnhorst sollte ebenfalls für die Kommission tätig werden, doch lehnte dieser das Amt wegen Arbeitsüberlastung ab. Mit dem 29. Februar 1816 wurde aus der Kommission per Allerhöchster Cabinetts-Ordre die Artillerieprüfungskommission.
Die Artillerieprüfungskommission bestand aus einem Präses und Offizieren der Artillerie von Heer und Marine. Sie war für die Entwicklung, Erprobung und Beschaffung von Artilleriematerial zuständig. Auch das Auswerten ausländischer Entwicklungen gehörte dazu. Seit April 1883 gliederte sich die Kommission in zwei Abteilungen: Abteilung I (Feldartillerie) und Abteilung II (Fußartillerie). Die Abteilungschefs hatten den Rang und die Gebührnisse eines Regimentskommandeurs. Zur Kommission gehörte eine Versuchs-Abteilung, seit 1867 eine Versuchs-Kompanie, eine Depotverwaltung, eine Mustersammlung sowie ein Ersatz-Bataillon.
Nach dem Ersten Weltkrieg wurde die Kommission Ende Oktober 1919 aufgelöst. Anschließend richtete man die Inspektion für Waffen der Reichswehr ein, deren Leitung Karl Becker übertragen wurde. Mitte der 1920er Jahre entstand daraus die „Inspektion für Waffen und Gerät“ des Heereswaffenamtes (HWA).

## Schießplätze

### Jungfernheide/Tegel
Ab 1824 befand sich neben einem Exerzierplatz auch ein Schießplatz in der damaligen Jungfernheide. 1828 verlegte man den Reinickendorfer Artillerie-Schießplatz hierher. Die Beschussversuche fanden bis etwa 1875 auf dem nun als Schießplatz Tegel bezeichneten Gelände statt (hier befindet sich heute der Flughafen Tegel), in Nähe der Spandauer Gewehr- und Munitionsfabriken. Die Reichweiten-Steigerung der Geschütze, Geheimhaltungsgründe und das mittlerweile zu dicht besiedelte Gebiet machte die Einrichtung eines neuen Schießplatzes in Kummersdorf erforderlich.

### Jüterbog
Im Jahre 1886 begannen auf dem Truppenübungsplatz Jüterbog Schießversuche auf ein nach preußischem und französischem Vorbild errichtetes Festungsziel.

### Kummersdorf
Ab etwa 1875 wurde der Schießbetrieb auf dem Schießplatz Kummersdorf durchgeführt. Hier entstand nach dem Ersten Weltkrieg die Heeresversuchsanstalt Kummersdorf. Mit dem Ende des Zweiten Weltkrieges und der Besetzung des Geländes durch die Rote Armee endete hier der Schießbetrieb.

## Präsident
| Dienstgrad                             | Name                                    | Datum                                           |
| -------------------------------------- | --------------------------------------- | ----------------------------------------------- |
| Generalmajor                           | Joachim Friedrich Wilhelm von Oppen     | 27. Februar 1813 bis 19. Oktober 1815           |
| Generalmajor                           | Johann Heinrich Otto von Schmidt        | 28. Februar 1816 bis 24. März 1825              |
| Generalleutnant                        | Johann Carl Ludwig Braun                | 01. Dezember 1828 bis 24. Juli 1832             |
| Generalmajor/Generalleutnant           | Heinrich von Diest                      | 25. Juli 1832 bis 8. November 1847              |
| Generalmajor                           | Ludwig von Jenichen                     | 18. Dezember 1847 bis 19. März 1849             |
| Generalleutnant                        | Karl Adolf von Strotha                  | 29. September 1850 bis 17. Februar 1854         |
| Generalmajor/Generalleutnant           | August Encke                            | 27. Juni 1854 bis 26. Juni 1860                 |
| Generalleutnant                        | Leopold von Puttkamer                   | 10. Juli 1860 bis 18. November 1863             |
| Generalleutnant/General der Infanterie | Eduard von Kunowski                     | 04. Februar 1864 bis 27. Februar 1865           |
| Generalmajor                           | Rudolf Sylvius Neumann                  | 28. Februar 1865 bis 21. März 1868              |
| Oberst                                 | Karl Theodor von Rieff                  | 12. Juni 1868 bis 17. Juni 1870                 |
| Oberstleutnant                         | Adolf Siemens                           | 18. Juli 1870 bis Juni 1871 (in Vertretung)     |
| Oberst                                 | August Wilhelm Willerding               | 04. Dezember 1871 bis 11. November 1872         |
| Generalmajor                           | Hermann von Kameke                      | 12. November 1872 bis 8. Juni 1874              |
| Oberst                                 | Karl von Ribbentrop                     | 09. Juni 1874 bis 1. November 1880              |
| Oberst/Generalmajor                    | Rudolf Roerdansz                        | 02. November 1875 bis 22. Oktober 1880          |
| Oberst/Generalmajor/Generalleutnant    | Reinhold Sallbach                       | 23. Oktober 1880 bis 16. Dezember 1889          |
| Generalmajor/Generalleutnant           | Hermann von Müller                      | 17. Dezember 1889 bis 11. April 1890            |
| Generalmajor                           | Carl Schwarz                            | 12. April 1890 bis 26. Januar 1892              |
| Generalleutnant                        | Ernst Kuhlmann                          | 27. Januar 1892 bis 31. März 1895               |
| Bay. Generalmajor/Generalleutnant      | Reinhold Fuchs von Bimbach und Dornheim | 01. April 1895 bis 27. Juli 1902                |
| Generalmajor/Generalleutnant           | Karl Kehrer                             | 18. August 1903 bis 3. April 1910               |
| Generalmajor/Generalleutnant           | Ludwig Sieger                           | 04. April 1910 bis 1. August 1914               |
| General der Artillerie z. D.           | Anton von Kersting                      | 02. August 1914 bis 5. Oktober 1916 (Vertreter) |
| Generalmajor                           | Hans Willibald von Schweinitz und Krain | 09. Oktober 1916 bis 23. September 1917         |
| Generalmajor                           | Louis Mertens                           | 29. September 1917 bis 1918                     |
| Generalmajor                           | Hugo Berlin                             | 1918 bis 2. Januar 1919 (Vertreter)             |
| Generalleutnant                        | Ludwig Sieger                           | 03. bis 29. Januar 1919                         |
| Generalmajor                           | Max Jung                                | 30. Januar bis 10. Oktober 1919                 |

## Bekannte Mitglieder
In alphabetischer Reihenfolge

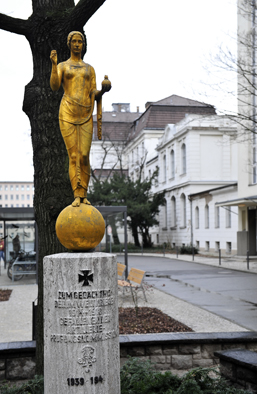
Otto Schulz: Denkmal für die Gefallenen der Artillerie-Prüfungskommission 1914–1918

- Max Bauer (1869–1929), Oberst und Abteilungschef bei der Obersten Heeresleitung, Militärschriftsteller, Orden Pour le Mérite mit Eichenlaub, Mitglied 1899–1902[6]
- Max Born (1882–1970), Physiker und Nobelpreisträger, forschte in der Kommission an Schallmessverfahren zur Ortung feindlicher Geschütze[7]
- Kraft zu Hohenlohe-Ingelfingen (1827–1892), preußischer General der Artillerie, Militärschriftsteller, ab 1868 Mitglied
- Walter Jellinek (1885–1955), ab 1917 Mitglied[8]
- Leo Löwenstein (1879–1956), deutscher Physiker und Chemiker, zuletzt Hauptmann, Erfinder der Schallmessung, legte 1913 der Kommission ein Verfahren zur „Auffindung des Ortes von schallerzeugenden Gegenständen“ vor. Die Kommission führte Tests zur Vervollkommnung des Verfahrens auf dem Truppenschießplatz Kummersdorf durch[9]
- Johann Emanuel Ludwig (1758–1823), ab 1810 Mitglied[10]
- Ludger Mintrop (1880–1956), für die Kommission auf dem Gebiet der Schallmesstechnik tätig[11]
- Joseph von Radowitz (1797–1853), preußischer General und Staatsmann, 1814 erster Lehrer der Mathematik und der Kriegswissenschaften an der Kadettenanstalt zu Kassel, ab 1823 militärischer Lehrer des preußischen Prinzen Albrecht, ab 1828 Mitglied der obersten Militärstudienbehörde, Lehrer an der Kriegsschule und Mitglied der Kommission, ab 1830 Chef des Generalstabs der Artillerie[12]
- Julius Schuster, gilt als der erste hauptamtlich beschäftigte Wissenschaftshistoriker in Deutschland, ab 1915 wissenschaftlicher Hilfsarbeiter[13]
- Wilhelm Schwinning (1874–1955), deutscher Metallurg und Mitglied seit 1909
- Daniel Friedrich Gottlob Teichert (1796–1853), Major der Artillerie, Abgeordneter in der Frankfurter Nationalversammlung 1848/49, später Oberstleutnant im preußischen Kriegsministerium
- Richard Wille (1841–1911), Generalmajor, Militärschriftsteller, seit 1865 im Kriegsministerium und bei der Kommission, Direktor der Artilleriewerkstatt in Spandau sowie Vorsteher des Artilleriekonstruktionsbüros in Spandau[14]

## Verwaltungsgebäude

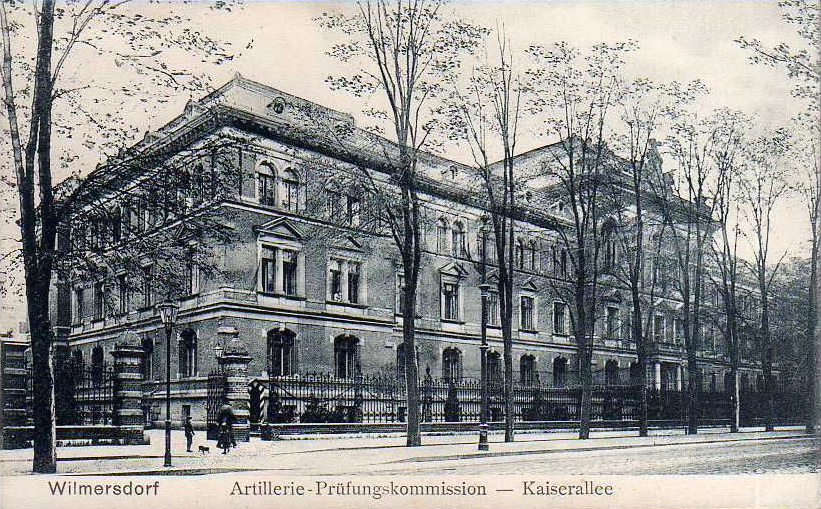
Verwaltungsgebäude der APK um 1909

Zwischen 1893 und 1895 ließ das Militär-Bauamt Berlin VII unter der Leitung des Geheimen Oberbaurates Bernhardt und des Architekten Wieczorek ein neues Verwaltungsgebäude in der damaligen Kaiserallee – heute Bundesallee – errichten. Die Kommission nutzte das Gebäude bis 1918.
Die am Staatsstreich vom 20. Juli 1944 beteiligten Offiziere Erich Hoepner und Henning von Tresckow arbeiteten hier.
Nach dem Wiederaufbau des im Zweiten Weltkrieg beschädigten Gebäudes erfolgte am 17. April 1950 die Wiedereröffnung als Bundeshaus Berlin. Bis 1990 befand sich hier der Sitz des Bevollmächtigten der Bundesregierung in Berlin sowie die Berliner Vertreter von Bundesministerien.

## Bilder (2014)

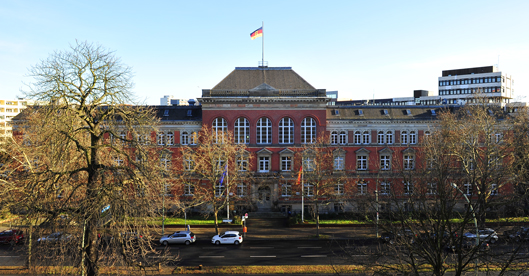
Verwaltungsgebäude
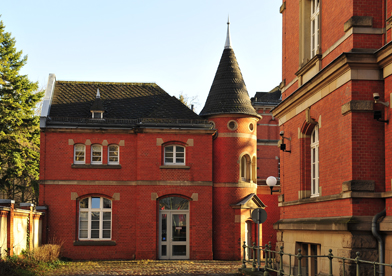
Hof des Verwaltungsgebäudes
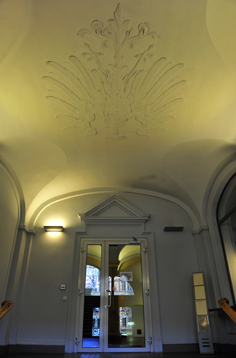
Eingang mit Reichsadler